# ブレット・セシル
- ブレット・セシール

ブレット・アーリオン・セシル（Brett Aarion Cecil, 1986年7月2日 - ）は、アメリカ合衆国メリーランド州カルバート郡ダンカーク出身のプロ野球選手（投手）。左投右打。現在は、フリーエージェント（FA）。

## 経歴

### プロ入り前
ボルチモア近郊に生まれたが、ニューヨーク・ヤンキースファンとして育った。メリーランド大学カレッジパーク校ではクローザーとして活躍し、通算23セーブを記録。

### プロ入りとブルージェイズ時代
2007年のMLBドラフト1巡目追補（全体38位）でトロント・ブルージェイズから指名され、プロ入り。契約後、傘下のA-級オーバーン・ダブルデイズでプロデビューし、先発投手として防御率1.27を記録。
2008年はA+級ダニーデン・ブルージェイズからスタートし、最終的にAAA級シラキュース・チーフスまで昇格した。
2009年はAAA級ラスベガス・フィフティワンズで開幕を迎えるが、4月は防御率8点台と不振に陥る。しかし、ブルージェイズの先発投手陣が相次いで故障したため、5月にメジャー昇格を果たした。5月5日のメジャー初登板（クリーブランド・インディアンス戦）では6回1失点と好投したが、勝ち負けは付かなかった。2度目の先発登板となった5月10日のオークランド・アスレチックス戦で、8回を無失点に抑えてメジャー初勝利をあげた。5月末に一旦AAA級ラスベガスへ降格したが、6月中旬に再昇格。その後、故障者続出で新人主体の構成となった先発ローテーションに定着した。後半は打ち込まれることが増え、8月には左膝を負傷して先発を一度回避するアクシデントもあり、月間防御率8.25と苦しんだ。その後、球団が設けた年間投球回数制限に達したため、9月10日のミネソタ・ツインズ戦での先発登板を最後にシーズンを終えた。最終的に防御率5.30ながら、7勝（4敗）をマークした。
2010年は自宅で料理中に指を負傷するアクシデントに見舞われ、開幕はAAA級ラスベガスでのスタートとなった。ブライアン・タレットの故障者リスト入りに伴って4月23日にメジャーへ昇格した。その後はシーズン終了まで先発ローテーションの一角を担い、リーグ2位の平均援護点（7.97）という運も味方してチーム最多の15勝（7敗）を挙げた。アメリカンリーグ東地区の上位3チームに対しては9勝2敗（対タンパベイ・レイズ3勝1敗、対ヤンキース4勝0敗、対ボストン・レッドソックス2勝1敗）という成績を残した。対レイズの3勝、対ヤンキースの4勝はいずれも全投手中最多であり、強豪相手に勝負強さを発揮した。一方で、5失点以上を7度記録するなど不安定さも目立った。
2011年はオープン戦から球速の低下に苦しみ、4月21日にAAA級ラスベガスに降格した。
2012年は開幕をマイナーで迎えた。6月15日にカイル・ドレイベックの故障者リスト入りに伴いメジャーに昇格。先発として9試合に登板したが、2勝4敗・防御率5.72と結果を残すことができず、8月4日にAAA級ラスベガスへ再降格となった。9月3日に再昇格後はリリーフに回り、12試合に登板した。
2013年はリリーフに転向し、開幕のロースターに入った。前半戦では41試合に登板し防御率1.94、WHIP0.97、奪三振率10.68と優秀な成績を残し、7月には自身初めてオールスターに選出された。後半戦では19試合に登板したものの防御率5.65を記録するなど成績を落とした。9月17日には、左肘の負傷のため15日間の故障者リストに入った。シーズン通算ではチーム2位の60試合に登板し、5勝1敗1セーブ、防御率2.82、奪三振10.38といった成績を残した。
2014年1月17日にブルージェイズと130万ドルの1年契約を結んだ。この年は自己最高の66試合に登板し、メジャー昇格後で自己ベストの防御率2.70、奪三振率12.8という好成績を記録した。
2015年1月15日にブルージェイズと247万5000ドルの1年契約に合意した。同年は、3年連続60試合以上となる63試合に登板し、防御率2.48を記録、2シーズン続けて防御率を低下させた。奪三振率も同じく3年連続で10.0を超え、リリーフ陣の中心として活躍した。
2016年はリリーフ転身後としては最小の54試合登板に留まった。奪三振率は11.0と相変わらずの高水準だったものの、防御率3.93、1勝7敗と投球内容はやや不振だった。オフにFAとなった。

### カージナルス時代
2016年11月21日にセントルイス・カージナルスと4年3050万ドルで契約を結んだ。2017年開幕前の2月9日に指名投手枠で第4回ワールド・ベースボール・クラシック（WBC）のアメリカ合衆国代表に選出された。
シーズンではジョニー・ペラルタがすでに背番号27をつけていたため、入団当初は背番号を21としていたが、6月13日のペラルタの自由契約に伴い、6月16日に背番号を27に戻した。
2018年は登板数を40試合に減らし、また防御率6点台と成績を大幅に悪化させた。
2019年は、4月に左手首と前腕の手根管症候群を緩和するための手術を受けたため全休した。
2020年は投球を再開しサイドスローへの転向を試みたが、公式戦に登板することがないまま7月22日に自由契約となった。

## 投球スタイル
左投げの投手であるが、本来は右利きである。4歳の誕生日に、叔母から間違って左利き用のグローブをプレゼントされたセシルは、そのまま左投げの投手になった。
平均91mph（約145.6km/h）の速球（ツーシーム）と鋭いスライダー、チェンジアップが武器。他にカーブも投げる。
ドラフト時は持ち球の中にチェンジアップがないことが弱点とされていたが、プロ入り後にチェンジアップの習得を開始。現在ではチェンジアップを決め球の1つにしており、2010年からはカッターも投げるようになった。しかし、あまり三振を奪えるタイプではなく、2010年の奪三振率6.10はア・リーグの規定投球回数到達者43人中31位だった。ただしマイナーでの通算奪三振率は9を超えており、元々三振がとれないタイプの投手というわけではない。

## 詳細情報

### 年度別投手成績
| 年 度     | 球 団     | 登 板 | 先 発 | 完 投 | 完 封 | 無 四 球 | 勝 利 | 敗 戦 | セ 丨 ブ | ホ 丨 ル ド | 勝 率 | 打 者 | 投 球 回 | 被 安 打 | 被 本 塁 打 | 与 四 球 | 敬 遠 | 与 死 球 | 奪 三 振 | 暴 投 | ボ 丨 ク | 失 点 | 自 責 点 | 防 御 率 | W H I P |
| --------- | --------- | ----- | ----- | ----- | ----- | -------- | ----- | ----- | -------- | ----------- | ----- | ----- | -------- | -------- | ----------- | -------- | ----- | -------- | -------- | ----- | -------- | ----- | -------- | -------- | ------- |
| 2009      | TOR       | 18    | 17    | 0     | 0     | 0        | 7     | 4     | 0        | 0           | .636  | 422   | 93.1     | 116      | 17          | 38       | 0     | 5        | 69       | 0     | 0        | 59    | 55       | 5.30     | 1.65    |
| 2010      | TOR       | 28    | 28    | 0     | 0     | 0        | 15    | 7     | 0        | 0           | .682  | 726   | 172.2    | 175      | 18          | 54       | 2     | 1        | 117      | 7     | 1        | 87    | 81       | 4.22     | 1.33    |
| 2011      | TOR       | 20    | 20    | 2     | 1     | 0        | 4     | 11    | 0        | 0           | .267  | 532   | 123.2    | 122      | 22          | 42       | 1     | 6        | 87       | 1     | 0        | 68    | 65       | 4.73     | 1.33    |
| 2012      | TOR       | 21    | 9     | 0     | 0     | 0        | 2     | 4     | 0        | 1           | .333  | 270   | 61.1     | 70       | 11          | 23       | 0     | 3        | 51       | 0     | 0        | 40    | 39       | 5.72     | 1.52    |
| 2013      | TOR       | 60    | 0     | 0     | 0     | 0        | 5     | 1     | 1        | 11          | .833  | 250   | 60.2     | 44       | 4           | 23       | 3     | 3        | 70       | 5     | 1        | 20    | 19       | 2.82     | 1.10    |
| 2014      | TOR       | 66    | 0     | 0     | 0     | 0        | 2     | 3     | 5        | 24          | .400  | 234   | 53.1     | 46       | 2           | 27       | 4     | 1        | 76       | 1     | 0        | 16    | 16       | 2.70     | 1.37    |
| 2015      | TOR       | 63    | 0     | 0     | 0     | 0        | 5     | 5     | 5        | 9           | .500  | 214   | 54.1     | 39       | 4           | 13       | 3     | 2        | 70       | 4     | 0        | 17    | 15       | 2.48     | 0.96    |
| 2016      | TOR       | 54    | 0     | 0     | 0     | 0        | 1     | 7     | 0        | 9           | .125  | 157   | 36.2     | 39       | 6           | 8        | 0     | 2        | 45       | 0     | 0        | 17    | 16       | 3.93     | 1.28    |
| 2017      | STL       | 73    | 0     | 0     | 0     | 0        | 2     | 4     | 1        | 14          | .333  | 277   | 67.1     | 67       | 7           | 16       | 3     | 0        | 66       | 3     | 0        | 31    | 29       | 3.88     | 1.23    |
| 2018      | STL       | 40    | 0     | 0     | 0     | 0        | 1     | 1     | 0        | 0           | .500  | 157   | 32.2     | 39       | 5           | 25       | 5     | 0        | 19       | 1     | 0        | 27    | 25       | 6.89     | 1.96    |
| MLB：10年 | MLB：10年 | 443   | 74    | 2     | 1     | 0        | 44    | 47    | 12       | 68          | .484  | 3239  | 756.0    | 757      | 96          | 269      | 21    | 23       | 670      | 22    | 2        | 382   | 360      | 4.29     | 1.36    |

- 2019年度シーズン終了時

### 年度別守備成績
| 年 度 | 球 団 | 投手（P） | 投手（P） | 投手（P） | 投手（P） | 投手（P） | 投手（P） |
| 年 度 | 球 団 | 試 合     | 刺 殺     | 補 殺     | 失 策     | 併 殺     | 守 備 率  |
| ----- | ----- | --------- | --------- | --------- | --------- | --------- | --------- |
| 2009  | TOR   | 18        | 1         | 9         | 1         | 0         | .909      |
| 2010  | TOR   | 28        | 3         | 21        | 1         | 2         | .960      |
| 2011  | TOR   | 20        | 2         | 11        | 1         | 0         | .929      |
| 2012  | TOR   | 21        | 0         | 7         | 1         | 1         | .875      |
| 2013  | TOR   | 60        | 0         | 3         | 0         | 0         | 1.000     |
| 2014  | TOR   | 66        | 0         | 5         | 0         | 0         | 1.000     |
| 2015  | TOR   | 63        | 3         | 5         | 1         | 0         | .889      |
| 2016  | TOR   | 54        | 0         | 2         | 0         | 0         | 1.000     |
| 2017  | STL   | 73        | 1         | 15        | 1         | 0         | .941      |
| 2018  | STL   | 40        | 1         | 5         | 1         | 0         | .857      |
| MLB   | MLB   | 443       | 11        | 83        | 7         | 3         | .931      |

- 2019年度シーズン終了時

### 記録
- MLBオールスターゲーム選出：1回（2013年）

### 背番号
- 27（2009年 - 2016年、2017年6月16日 - ）
- 21（2017年 - 同年6月15日）